# 33605 McCue
33605 McCue è un asteroide della fascia principale. Scoperto nel 1999, presenta un'orbita caratterizzata da un semiasse maggiore pari a 2,3553268 UA e da un'eccentricità di 0,0792783, inclinata di 6,24432° rispetto all'eclittica.